# Maximilian Harden
Pour les personnes ayant le même patronyme, voir Harden.
Maximilian Harden, né à Berlin le 20 octobre 1861 et mort à Montana (Valais) le 30 octobre 1927, est un journaliste et polémiste allemand. Il est réputé pour son rôle dans les controverses sur l'affaire Eulenburg.
Né Felix Ernst Witkowski, il change officiellement son nom en Maximilian Harden.

## Biographie
Fils d'un marchand juif, Maximilian Harden a fait ses études au Lycée français de Berlin jusqu'à l'âge de douze ans. À partir de 1874, il suivait une formation d'art dramatique ; en 1878, il s'est converti au protestantisme. Dès 1884, il est critique de théâtre de nombreux journaux, dont le Berliner Tageblatt où il fut collaborateur de Theodor Wolff. Harden  rencontra Max Reinhardt au début de sa carrière et continua à l'accompagner au Deutsches Theater.
À partir de l'année 1892, il publie le journal Die Zukunft dans lequel il critique fortement l'entourage ultra-conservateur de l'empereur Guillaume II (affaire Harden-Eulenburg). Il salue néanmoins l'invasion de la Belgique par son pays en 1914.
Il est interviewé par Hermann Bahr dans son enquête sur l'antisémitisme publiée en 1893.
Maximilian Harden est victime d'une attaque antisémite organisée en 1922 par la société secrète Germanenorden (ce qui lui vaut d'être défendu par Karl Kraus, qui s'était brouillé avec lui avant la guerre). Il se réfugie alors en Suisse.

## Commentaires
Stefan Zweig écrit de lui : « Harden, jeté dans la politique par Bismark en personne, qui se servait volontiers de lui comme d'un porte voix ou d'un paratonnerre, renversait des ministres, faisait exploser l'affaire Eulenburg, faisait trembler le palais impérial, qui redoutait chaque semaine de nouvelles attaques, de nouvelles révélations ; mais malgré tout, le goût particulier de Harden était pour le théâtre et la littérature ».

## Principales publications
- Die Zukunft, 1892-1922
- Literatur und Theater, 1896
- Köpfe, 1910-1924 ; 1963
- Krieg und Frieden, 1918
- Deutschland, Frankreich, England, 1923. Traduction en français : France. Allemagne. Angleterre, 1924
- Von Versailles nach Versailles, autobiographie, 1927
- Kaiser-Panorama: literarische und politische Publizistik, 1983
- Briefwechsel mit Walther Rathenau, 1996